# Človekove pravice
Človekove pravice so pravice vseh ljudi. Zapisane so v Splošni deklaraciji o človekovih pravicah, v različnih mednarodnih aktih, tudi konvencijah, lahko so in štejejo tudi za del same ustave neke državne ureditve. Podane pa so lahko tudi v posameznih zakonih. Namen te opredelitve človekovih pravic in svoboščin je omogočanje razvijanja in uporabe človeških kvalitet, inteligence, talentov in vesti ter zadovoljevanja duhovnih in drugih potreb, pa tudi omejevanje državnih moči pri resnem uresničevanju državnih funkcij. V ustavnopravni teoriji so kot temeljne človekove pravice imenovane tiste pravice, ki so praviloma urejene z ustavo in ki so po vsebini temelj pravne skupne ureditve družbe in države. Toda vse človekove pravice, ki jih določa ustava, niso temeljne pravice, niti niso urejene z ustavo. Po nosilcih (subjektih) delimo temeljne pravice predvsem na človekove in državljanske pravice. 
- Človekove so tiste, ki jih ima človek kot človek. Pravice človeka opredeljujemo kot pravice glede na druge ljudi in do osebnosti posameznika, ki ga obravnavamo kot celovita osebnost. (volja, zavest, aktivnost ...).
- Državljanske pa so tiste pravice, ki pripadajo človeku kot državljanu in ki jih izgubi z morebitno izgubo državljanstva.

Za dosledno spoštovanje človekovih pravic skrbi urad Varuha človekovih pravic, sodno varstvo človekovih pravic ureja tudi ustavno sodišče ali najvišje sodišče, ki opravlja tudi varstvo ustave. Zunaj same države obstajajo organizacije, ki prav tako varujejo človekove pravice in svoboščine in tako tudi izvajajo politične pritiske na državo od zunaj. Kot aktivistične so pomembne organizacije kakršna je Amnesty International in Human Rights Watch. Nekatere mednarodne konvencije, na primer Evropska konvencija o človekovih pravicah, postavijo tudi mednarodno sodišče, ki varuje človekove pravice in skrbi za poenotenje prava človekovih pravic za vse podpisnice konvencije. Sodišče Afriške Unije prevzema naloge varovanja človekovih pravic na področju Afriške listine o človekovih pravicah in pravicah ljudstev. Podobno sodišče obstaja tudi na področju Azije in Amerike.   
Svetovni dan človekovih pravic se praznuje vsak 10. december, to je tudi dan sprejetja Splošne dekleracije o človekovih pravicah.   
V Sloveniji človekove pravice ureja Ustava republike Slovenije, zavezani pa smo tudi z Evropsko socialno listino in Evropsko konvencijo o človekovih pravicah. Evropska unija pozna tudi Listino Evropske unije o temeljnih pravicah. Ob tem so države zavezane tudi z drugimi mednarodnimi pogodbami in akti.  Jugoslavija splošne deklaracije človekovih pravic nikoli ni podpisala.

## Pravice in svoboščine
Pravice in svoboščine so nastale v zelo različnih okoliščinah in so posledica raznolikih prizadevanj različnih skupin. 
Značilnosti človekovih pravic so: 
- visoko prednostne norme, saj so v osnovi civilizacijske norme, ki skrbijo za ohranjanje miru, varnosti tako na ravni države kot v svetu
- so priznane in uzakonjene kot pravne norme na mednarodnem, regionalnem in nacionalnem nivoju
- človekove pravice določajo minimalni standard za vse ljudi. Vsaka država in družba lahko opredeli in uveljavlja višje in bolj določne standarde.
- so neodtujljive, ni jih potrebno kupiti, si jih prislužiti, podedovati, ni si jim mogoče odpovedati in le v izjemnih vnaprej določenih primerih so lahko odvzete
- so nedeljive, medsebojno odvisne in medsebojno povezane, torej ne morejo biti obravnavane ločeno druga od druge ali razporejene po različnih vrednostih ali različni veljavi. Nekatere pravice obstajajo le, ker so seštevek drugih pravic.

### Generacije pravic
Pravice so pravno nasledstvo mnogih prizadevanj najraznovrstnejših skupin in so pomembna civilizacijska dediščina pravnega razvoja sveta kot ga poznamo. Mnoge pravice so nastale evolutivno s časom in nujnimi posegi v ustavno ureditev, nekatere pa so posledica grozečih ali pretečih vojnih ali državljanskih spopadov ali revolucij. Človekove pravice so se porazdelile na tri generacije v evropski pravni teoriji: 

### Državljanske in politične pravice
Prva generacija pravic se navezujejo na svobodo in vključujejo pravico do življenja, prostosti in osebne varnosti, pravico do odsotnosti nasilja in suženjstva, pravico do političnega udejstvovanja, svobode prepričanja, izražanja, svoboda vesti in veroizpovedi ter pravico do združevanja in zborovanja. Prve pravice do političnega udejstvovanja so obstajale že z Magno Carto in definirajo parlamentarno ureditev.
Pomembno pri tem pomaga tako Deklaracija o pravicah človeka in državljana kot prvi in najbolj izčiščen seznam takih pravic, ki so jih kasneje dodale kot prvih osem amendmajev tudi Združene države Amerike in še mnoge kasneje napisane ustave.
1. Temeljne pravice in svoboščine
  1. Pravica do življenja
  2. Prepoved mučenja
  3. Prepoved suženjstva, prisilnega dela
  4. Svoboda gibanja
  5. Svoboda izražanja
  6. Nedotakljivost človekove zasebnosti
2. Državljanske in politične pravice
  1. Svoboda zbiranja in združevanja
  2. Pravica do poštenega sojenja
  3. Volilna pravica
  4. Pravica do enakopravnosti pred zakonom
  5. Izjemni posegi države v takšne pravice

### Solidarnostne in kolektivne pravice
Tretja generacija pravic vključujejo pravico razvoja, miru, zdravega okolja, uživanja in izkoriščanja skupne dediščine človeštva, pravica do komunikacije in pravica do humanitarne pomoči. Veljajo za "zelene pravice" in so posledica deklerativnega prava, ki je tako podlaga za mednarodno sodelovanje pri projektih financiranja mednarodnih ustanov, mednarodnih akcij in vzdrževanja kulturne, človeške, naravne dediščine onkraj prizadevanj na ravni države. Mnogi pravni teoretiki trdijo, da so te pravice komajda prave pravice, saj dejansko le ustvarjajo dolžnost države državljanom. Pravice tretje generacije so razmeroma mlade in obstajajo od 1970tih let, vsebuje jih na primer Afriška listina človekovih pravic in pravic ljudstev, kot jo je sprejela predhodnica Afriške unije, so tudi vsebina slovenske ustave in mnogih nedavno napisanih ustav.
1. Postindustrijske pravice
  1. Pravica do zdravja
  2. Pravica do zdravega življenskega okolja
  3. Pravica do vode in drugih naravnih virov
  4. Pravica do miru, odsotnosti vojne
2. Ranljive in občutljive skupine
  1. Hendikepirane osebe
  2. Posebna obravnava žensk
  3. Pravice otrok
3. Kulturne pravice
  1. Pravice do kulturne istovetnosti
  2. Pravice do udeležbe pri kulturnem življenju
  3. Pravica do izobraževanja
  4. Svoboda do izmenjave informacij
  5. Pravica do sodelovanja pri kulturnih politikah
4. Pravice manjšin in narodov
  1. Manjšinsko pravo
  2. Uporaba jezika
  3. Uporaba topografije
  4. Sodelovanje manjšin v lokalni samoupravi
  5. Pravica do enakopravnosti narodov
  6. Pravica naroda do samoodločbe, samoopredelitve
  7. Pravica do miru in varnosti

## Odgovornost za človekove pravice
Dokumenti o človekovih pravicah določajo, kdo je odgovoren za uresničevanje in spoštovanje pravic:
- Primarna odgovornost je na državah oziroma vladah, da zagotovijo spoštovanje človekovih pravic. Naslovniki primarne odgovornosti so države, vlade in mednarodne organizacije.Protesti Libijcev v Dublinu - "Gadaffi je mesar"
- Sekundarna odgovornost je na posameznikih, da spoštujejo človekove pravice drugih. Vsaka pravica se konča tam, kjer se začne pravica drugega. Naslovniki sekundarne odgovornosti so posamezniki in skupine ljudi. Sekundarna odgovornost naslavlja predvsem pripadnike oblasti in vodstva in postavlja okvirje na kakšen način jim je dovoljeno uveljavljati oblast. Kršitev nekaterih pravic lahko pomeni tudi prepoved družbe, ki takšne pravice omejujejo.

## Organizacija združenih narodov
Na ravni Združenih narodov obstaja Svet za zaščito človekovih pravic od leta 2006, ki deluje kot promotor in zaščitnik človekovih pravic na ravni Generalne skupščine Združenih narodov. Med članice sveta se izbere 47 držav po tajnih in neposrednih volitvah, članice pa so razpostavljene enakovredno po celem svetu glede na celine. Svet je razmeroma nov element OZN, ki je zamenjal prejšnjo Komisijo za človekove pravice pri OZN, ki je delovala od leta 1946 naprej in bila množično kritizirana zaradi medlega odziva glede Izraela, Ruande, Sudana in Bosne in Hercegovine.  
Varovanje človekovih pravic pozna več pomembnih težav. Vsi pravni sistemi ne poznajo enakih definicij pravic, prav tako pa tudi ne enakih vrednostnih sistemov. Večina vrednostnih sistemov temelji na verski ali drugačni podlagi, kar lahko pomeni mednarodnopravni spor, mednarodno pa je garant etike Splošna dekleracija človekovih pravic Organizacije združenih narodov. Pomemben je tudi razkol glede sekularnosti, kjer se razpravlja o upravičenosti šeriatskega prava in vprašanja glede pravice do ubijanja vernikov, ki zapustijo versko skupnost. Pomen dekleracije se opazuje tudi glede problematike genocida, novih tehnologij, zasebnosti, enakopravnosti pred zakonom...   
Ker so človekove pravice pravo, ki omejuje državo pri upravljanju z državljani in drugimi ljudmi, delujejo izključno na področju miru in regularnih razmer. Ob izrednem stanju ima država pravico do posebnih pooblastil, ki jih lahko preda tako vojski, policiji ali drugim oblastem. V primeru konflikta veljajo posebne razmere, ki jih ureja vojno mednarodno pravo, določene človekove pravice pa se v takšnih primerih zagotovijo, kakor so posebej določene.

## Kritika človekovih pravic
Človekove pravice oziroma skrb za dvig gospodarstva s ponujanjem večje neodvisnosti družbam od državnih inštitucij so bile zelo dolgo ključen dejavnik za optimalno gospodarjenje. Pravice, ki temeljijo na pravicah delavca oziroma do humanitarne pomoči države pri vzdrževanju svoje tradicije, pa zahtevajo predvsem odgovornost države pri vzdrževanju znosnih razmer za delavce, državljane, tujce. Kršenje ali nespoštovanje teh pravic pomeni za celo državo resno gospodarsko škodo in pohabljanje družbene koherence.   
Visoka merila človekovih pravic so mnogokrat vsiljiva in mučna za mnoge svetovne voditelje pa tudi manjše države, saj terjajo od države zagotavljanje teh pravic na karseda učinkovit način, posamične politike pa lahko ponovno pomenijo kršitev teh pravic. Države so tako nenehno pod mednarodnem nadzorom, a mnogo kršitev se rešuje le preko političnih pritiskov. Uveljavljanje nekaterih pravic lahko sproža zgrožanje in norčevanje, možni so tudi fundamentalistični pomisleki o naravi in smiselnosti družbene ureditve.  
Dvigovanje standardov človekovih pravic dviguje predvsem odgovornosti države pri reševanju tovrstnih težav v posamičnih primerih, kar je lahko izredna razbremenitev nadaljnjih kršitev. Človekova pravica je mnogokrat omenjena tudi v zmotnem smislu. Človekova pravica skrbi za vrednote države do posameznika, a ne ureja odnosov posameznikov in drugih pravnih oseb do posameznika v primeru civilnopravnih sporov.     
Teorija pozna tudi kritiko človekovih pravic kot nerelevantno pravo, ki je odvečno in nepotrebno ob siceršnji moralnosti družbe. Pravo človekovih pravic je tako zastavljeno kot zapis pravic in dolžnosti, ki jih vsi spoštujemo brez izjem, kar velja še posebej ob razumevanju naravnopravne teorije, kjer je zapisana zakonodaja le zakonodaja, ki se želi približati obči pravičnosti.     
Najstarejša filozofska kritika ureditvi človekovih pravic gre Jeremyju Benthamu, ki trdi, da so človekove pravice kot zapisane vrednote nesmisel, celo retorični konstrukt brez vrednosti. Opira se ne družbo, ki na ureditev in pravila reagira le subjektivno, kar na nek način dokazuje, da družba nikoli ne misli pravice, temveč jih le čuti v obliki bolečine, ugodja, ocene lastne sreče. Družba, ki ne misli svojih pravic, torej le izrazito dojema svoje okolje kot vrednotenje lastne sreče in zadovoljstva. Človekove pravice po resnici ne pomenijo ničesar nikomur, če je družba kot taka srečna.

Pomemben kritik človekovih pravic je tudi Edmund Burke:     
"Kakšen smisel je preiskovati človekovo abstraktno pravico do hrane in zdravil? Vprašajmo se raje po kakšni metodi jih dobiti in zaužiti."
Za razliko od Locka, Burke ni verjel, da vladavina obstaja le, da ščiti že obstoječe naravno pravo, pravice, ki jih od nekdaj premoremo. Verjel je, da "osnovne pravice človeka preidejo skozi čas skozi različna odstopanja in preslikave, da je absurdno govoriti o njih, kot da bi vedno bile enake, preproste in uperjene v isto smer." Naloga vlade je tako predvsem preoblikovati pravice, če so nesmiselne, v prednost, ki jo državljan zadovoljen uporabi. 

Burke se izrazito boji pravic, ki bi preveč abstraktne zavezale vlado onkraj njene moči. Tako tiste, ki "spustijo na tla starodavne ustanove, naklepno uničujejo upravnike in javne ustanove", imenuje najbolj zlohotne in zlobne ljudi. Burke je verjel, da abstrakten splošen zapis pravic človeka pomeni nujno vsaj v določene obsegu revolucionarno dejanje. Splošna pravica nujno pomeni brezkompromisen zapis možnega, katerega kršitev je zlahka razlog za oboroženo vstajo množic. A to je težava, saj je politika:
"Vsa oblast...obstoji na kompromisu in pogajanjih. Mi le tehtamo neugodja; tu vzamemo, tu damo; pustimo neke pravice, da lahko uživamo druge; večinoma izberemo, da smo veseli državljani in ne pridušeni tožniki."
Naravne zapisane pravice proti katerim ni zdravniškega recepta, proti katerim ni moč podpisati soglasja ali pogodbe, bodo dale revolucionarjem le orodje, da uničijo družbo, katero so nagradili s temi istimi pravicami. Burke je tako verjel da politične pravice francoske Dekleracije pravic človeka in državljana vodijo v "svet poln norosti, nereda, zlobe, zmede in nenehne žalosti.”
Karl Marx kritizira Dekleracijo o pravicah človeka in državljana kot ideologijo:     
Predvsem zapišemo, da so pravice človeka za razliko od pravic državljana, nič drugega kot pravice člana civilne državljanske družbe, torej pravica egoističnega človeka, človeka, ki je ločen od drugih ljudi in drugačen od skupnosti. Svoboda je le to, da lahko narediš karkoli, kar ne škoduje drugim. Meje v okviru katerih deluješ brez da škodiš komurkoli, določa zakon, kakor določa črta na igrišču mejo med dvema poljema. Varnost je vrhunski socialni koncept meščanske družbe. Koncept policije je namreč, da vsa družba obstaja le, da ohranja vsakemu članu ohranitev njegove osebe, pravic in njegovega premoženja.
Največ in najbolj obširne kritike so bile namenjene pravicam druge generacije. Urejanje delavskih in socialnih pravic je nastalo le na podlagi komunistične ureditve kot alternativne ureditve in svetovnega nazora. Deloma so bile tudi posledice dviga občega izobilja industrijske družbe. Urejanje družbenih odnosov na ravni države in tako zagotavljanje izobilja delavcem je poleg komunizma na drugi strani oblikovalo družbeno organizacijo, kjer so delavci bili organizirani in postrojeni tako v vojaških in delavskih enotah namenjeni pospešeni proizvodnji. Korporativizem, ki je zahteval poenotenje sindikalnih in gospodarskih interesov, se je imenoval fašizem v Italiji, oziroma kasneje nacionalsocializem v Nemčiji. Zaradi generalne prepovedi vojne, oboroževanja in celo orožne proizvodnje so bile marsikatere dejavnosti teh držav sporne za mednarodno pravo, Društvo narodov tedaj ni imelo možnosti pravilno ugotavljati kršitve, mnoge pomembne države pa celo niso bile članice Društva narodov (ZDA) ali pa so izstopale (Italija, Nemčija) ob približevanju druge svetovne vojne.      
Po krizi v Iraku obstajajo v različnih državah resni pomisleki o naravi človekovih pravic v mednarodnem pravu ter o inštrumentih s katerimi se ščitijo te pravice. Ob sprejemu Splošne dekleracije človekovih pravic so mnoge države izrazile zadržke. Tako Sovjetska zveza, Saudska Arabija, Jugoslavija, Ukrajina, Češkoslovaška, Poljska, Belorusija in Južna Afrika so tedaj imele pridržke ob sprejetju. Še posebej je zanimiv pridržek komunističnih oblasti, ki so verjele, da je enotna oblast ljudstva edini naslov iz katerih lahko nastanejo človekove pravice. Splošna dekleracija naj tudi ne bi zagotavljala dovolj pravic, te pravice pa tudi ni možno uspešno zahtevati od države, saj Organizacija združenih narodov ohranja visoko raven suverenosti držav, četudi kršijo pravila OZN. Revne četrti v zelo demokratični Braziliji beležijo prekomerno policijsko nasilje. Združene države Amerike so v boju zoper terorizem presegle prej običajne standarde varovanja človekovih pravic. Pomembne kršitve poznajo sedaj v vseh državah v takšni ali drugačni obliki.      
Mnogi zagovorniki človekovih pravic voljno priznajo da pravo človekovih pravic ni delujoči pravni sistem temveč opora mednarodnega prava pri urejanju socialnih, državljanskih in kulturnih razmerij v različnih državah. Helsinška sklepna listina o varnosti in sodelovanju v Evropi iz leta 1975 je omogočila vladnim disidentom da se sklicujejo na vedno večjo pravno varnost in skrb za državljane tudi pri upiranju totalitarnim sistemom. Mednarodne organizacije združenih narodov in mnogi mednarodni akti so varovali državljane. Podobno visoke standarde so si zadale tudi ZDA, ki so v zunanji politiki vedno bolj prizadevale za višje standarde človekovih pravic. Na mnogih ravneh se ugotavljajo zlorabe sklicevanja na človekove pravice, kar dejansko razvrednoti tudi same akte. Nekatere države se počutijo tudi ogrožene zaradi prekomernega vpliva, ki ga varovanje človekovih pravic prinaša v suverenost države. Ker je napad ZDA na Irak leta 2003, pa tudi aneksija Rusije v Ukrajino leta 2014 imel opravičilo preventivnega varovanja človekovih pravic, podobno pa velja tudi glede zavezanosti sodb mednarodnih sodišč glede kršenja človekovih pravic, je narava človekovih pravic v resnih težavah.